# Dores Aço
Maria das Dores Aço Rodrigues, mais conhecida por Dores Aço (Silves, 27 de agosto de 1862 — Porto, 19 de junho de 1893) foi uma atriz portuguesa, primeira esposa do ator José Ricardo e irmã da atriz Teresa Aço.

## Biografia
Dores Aço nasceu em Silves, na rua dos Fornos, a 27 de agosto de 1862, filha do lavrador Joaquim José Aço, natural de Estômbar e de sua mulher, Isabel Nunes da Silva, natural de Silves. Consta que foi a terceira filha do casal com o nome de Maria, tendo as duas mais velhas provavelmente falecido.
Veio ainda jovem para Lisboa com a sua irmã, a atriz Teresa Aço, para o Teatro Nacional D. Maria II e com ela seguiu depois para o Porto, onde fez a sua estreia no Teatro Baquet, em 1885, no drama O Cardeal Dubois. Agradou tanto, que ficou desde logo sendo classificada como primeira "ingénua" do teatro. Em 1888 foi aos Açores com a companhia do seu cunhado Afonso Taveira, onde foi aplaudida. Voltando ao Porto, mais se salientou na comédia e drama. Passou depois para o Teatro D. Afonso, onde teve sucesso. Por ocasião do incêndio do Teatro Baquet fecharam todas as casas de espetáculo do Porto, seguindo Dores Aço com a sua companhia novamente para os Açores, voltando mais tarde para o Teatro do Principe Real do Porto e, em 1892, fez uma temporada no Real Coliseu de Lisboa. É incerto quando terá casado com o ator e empresário José Ricardo, mas terá provavelmente ocorrido no Porto, ainda na década de 1880.
Teve um final de vida precoce e atribulado pela doença, marcado pela perda da irmã, que faleceu um ano antes de Dores. À meia-noite de 19 de junho de 1893, no número 194 do Campo 24 de Agosto, freguesia do Bonfim, no Porto, onde residia, Dores Aço faleceu, a apenas dois meses de completar 31 anos, constando ter recebido os sacramentos católicos e não deixando filhos, vitimada pela tuberculose. Encontra-se sepultada no Cemitério do Prado do Repouso, na mesma cidade.